# Percnon
Percnon is een geslacht van kreeftachtigen uit de klasse van de Malacostraca (hogere kreeftachtigen).

## Soort
- Percnon abbreviatum (Dana, 1851)
- Percnon affine (H. Milne Edwards, 1853)
- Percnon gibbesi (H. Milne Edwards, 1853)
- Percnon guinotae Crosnier, 1965
- Percnon pascuensis Retamal, 2002
- Percnon planissimum (Herbst, 1804)
- Percnon sinense Chen, 1977